# Sturmpanzerwagen Oberschlesien
Le Sturmpanzerwagen Oberschlesien, littéralement « véhicule blindé d’assaut Haute-Silésie », est un char d’assaut conçu pendant l’été 1918 pour l’Empire allemand par l’Oberschlesische Hüttenwerke. De conception moderne, avec le moteur à l’arrière et l’armement principal situé dans une tourelle centrale, et prévu pour être mobile du fait de sa masse limitée, le développement de l’Oberschlesien arrive néanmoins trop tard : confronté au manque de ressources et à l’agitation croissante en Allemagne, l’Oberschlesische Hüttenwerke ne parvient pas à produire de prototype avant la fin de la guerre, celle-ci mettant fin au projet.

## Histoire
Au début de l’été 1918, les Allemands constatent que leur programme de chars de combat est un échec : sur les multiples projets, seul l’A7V a pu être employé au combat et ses performances laissent à désirer, tandis que la production de son complément, le K-Wagen, engloutit des ressources considérables pour un résultat loin d’être assuré. Ils envisagent donc de rebâtir leur parc de chars autour de deux modèles plus efficaces et pouvant être facilement produits en masse : un char léger, le LK II, déjà à l’étude, et un char lourd, qui reste alors à concevoir.
Pour ce faire, les Allemands lancent un appel d’offres auquel treize entreprises répondent. Trois retiennent particulièrement l’attention et reçoivent un nom de code basé sur la géographie : Wegmann est derrière le projet Hessen-Kassel (« Hesse-Cassel »), l’entreprise Louis Ehlers s’occupe du projet Hannover (« Hanovre »), tandis que l’Oberschlesische Hüttenwerke est responsable du projet Oberschlesien (« Haute-Silésie »). Des trois projets, seuls ce dernier est connu avec quelques détails.
Conçu vers le milieu de l’été par un certain « capitaine Müller », membre du Vakraft, le projet est placé sous la responsabilité de l’Oberschlesische Hüttenwerke  à Gleiwitz. La conception du train de roulement est encore améliorée au cours de l’été et le Vakraft propose le 12 octobre 1918 de produire deux prototypes de cette version améliorée, dite Oberschlesien II. Toutefois le manque de ressources et l’agitation en Allemagne ne permettent pas à celle-ci d’avoir lieu, puis la fin de la guerre met un terme définitif au projet.

## Caractéristiques
Les dessins conservés montrent que l’Oberschlesien II aurait eu une construction assez moderne pour son époque, avec le moteur à l’arrière et le conducteur à l’avant, séparés par un compartiment de combat doté d’une tourelle centrale. La propulsion est assurée par des chenilles Caterpillar[Information douteuse] via des barbotins situés à l’arrière et entraînées par un moteur d’avion Argus AS 3 développant 180 hp à 1 400 t/m. La conception soignée du train de roulement et une masse contenue devait permettre d’assurer de bonnes performances en tout-terrain avec une pression au sol limitée à 0,5 kg/cm2.
L’armement aurait été composé d’un canon de 5,7 cm dans une tourelle centrale lui permettant de tirer dans toutes les directions et deux deux mitrailleuses MG 08 placées dans des casemates à l’avant et l’arrière.

### Données techniques
| Modèle                     | Oberschlesien II              |
| -------------------------- | ----------------------------- |
| Longueur                   | 6,70 m                        |
| Largeur                    | 2,34 m                        |
| Hauteur                    | 2,97 m                        |
| Longueur de contact au sol | 3,52 m                        |
| Garde au sol               | 0,60 m                        |
| Masse en ordre de combat   | 19 000 kg                     |
| Pression au sol            | 0,5 kg/cm2                    |
| Moteur                     | Argus AS 3                    |
| Puissance                  | 180 hp à 1 400 tr/min         |
| Carburant                  | 1 000 l                       |
| Vitesse                    | 180 hp                        |
| Équipage                   | 5                             |
| Armement principal         | 1 canon de 5,7 cm en tourelle |
| Armement secondaire        | 2 mitrailleuses MG08          |